# Sistema de Gante
O sistema de Gante ou sistema de Ghent é o nome dado em alguns países a um arranjo  em que a principal responsabilidade pelos pagamentos da seguridade social, especialmente os subsídios de desemprego, é detida pelos sindicatos, e não por uma agência governamental. O sistema leva o nome da cidade de Gante, na Bélgica, onde foi implementado pela primeira vez.
É a forma predominante de subsídio de desemprego na Dinamarca, Finlândia, Islândia e Suécia. Atualmente, a Bélgica possui um sistema híbrido ou “quase-Gante”, no qual o governo também desempenha um papel significativo na distribuição de benefícios. Em todos esses países, os fundos de desemprego detidos por sindicatos ou federações laborais são regulamentados e/ou parcialmente subsidiados pelo governo nacional em questão.

Como os trabalhadores, em muitos casos, precisam pertencer a um sindicato para receberem benefícios, a filiação sindical tende a ser maior em países com o sistema de Gante. Além disso, o subsídio estatal é um montante fixo, mas os benefícios dos fundos de desemprego dependem de rendimentos anteriores.